# Scooby Goes Hollywood
Scooby Goes Hollywood (later uitgebracht op video als Scooby-Doo Goes Hollywood) is een televisiespecial van 1 uur met in de hoofdrol de personages van Hanna-Barbera’s animatieserie Scooby-Doo. De special werd oorspronkelijk uitgezonden op ABC op 13 december, 1979.
De special werd in de jaren 80 uitgebracht op VHS door WorldVision Enterprises, en is ook op DVD verkrijgbaar.

## Inhoud
De special is in feite een parodie op Hollywood in zijn algemeenheid, maar ook op de Scooby-Doo serie zelf. Vooral de vaste verhaalformule, die rond 1979 uitgeput begon te raken, werd op de hak genomen.
In de special probeert Shaggy Scooby-Doo ervan te overtuigen dat zij als tekenfilmsterren iets beters verdienen dan enkel een animatieserie op de zaterdagochtend. Ze gaan naar Hollywood waar ze een aantal nieuwe shows willen voorstellen aan netwerkdirecteur "C.J.". De series die het duo voorstelt zijn allemaal parodieën op bekende films en televisieseries van rond die tijd zoals Superman, Happy Days, Laverne and Shirley, en Charlie's Angels.
Ondertussen proberen Fred, Daphne en Velma, evenals Scooby’s loyale fans, het duo te overtuigen terug te keren naar hun gewone animatieserie.

## Rolverdeling
- Don Messick - Scooby-Doo
- Casey Kasem - Norville "Shaggy" Rogers
- Frank Welker - Freddie "Fred" Jones
- Heather North - Daphne Blake
- Pat Stevens - Velma Dinkley
- Rip Torn – C.J.